# Yves Piat
Yves Piat (* 1973 in Tourcoing) ist ein französischer Filmregisseur.

## Leben
Piat interessierte sich schon als Kind für das Zeichnen und wollte ursprünglich Comiczeichner werden. Im Alter von 16 Jahren kam er als Assistent des Animators Joël Tasset zum Film und war anschließend als Setdesigner und Studiomanager beim Filmstudio Fouillet Wieber tätig.
Piat gab sein Regiedebüt 2001 mit dem Kurzfilm Tempus fugit, dessen Hauptrollen er mit Cyrille Thouvenin und Maurice Garrel besetzte. Tempus fugit lief unter anderem im Wettbewerb des Odense Film Festivals. Piat begann anschließend mit der Arbeit an seinem ersten Langfilm, musste das Projekt jedoch nach fünf Jahren abrupt beenden, da die Produktionsfirma bankrottging. Piat zog sich aus dem Filmgeschäft zurück, gründete ein Unternehmen und war als Grafiker und Webdesigner tätig.
Erst Mitte der 2010er-Jahre wandte er sich erneut dem Film zu und veröffentlichte 2016 den Kurzfilm The Last Moonwalk, der unter anderem auf dem Festival du Court-Métrage de Clermont-Ferrand lief. Sein Drehbuch zum nächsten Kurzfilm Nefta Football Club gewann 2017 den Drehbuchwettbewerb des Festivals Premiers Plans d’Angers, was bei der Finanzierung des Kurzfilms half. Der 2019 veröffentlichte Film um zwei Kinder und eine fehlgeleitete Drogenlieferung an der Grenze zwischen Tunesien und Algerien gewann zahlreiche internationale Filmpreise, darunter den Publikumspreis des Festival du Court-Métrage de Clermont-Ferrand und den Grand Prix im Bereich Kurzfilm des Festival du film de Sarlat. Nefta Football Club wurde 2020 für einen Oscar in der Kategorie Bester Kurzfilm nominiert und erhielt eine César-Nominierung in der Kategorie Bester Kurzfilm.

## Filmografie
- 2001: Tempus fugit
- 2016: The Last Moonwalk
- 2019: Nefta Football Club

## Auszeichnungen (Auswahl)
- 2019: Publikumspreis, Festival du Court-Métrage de Clermont-Ferrand, für Nefta Football Club
- 2019: Publikumspreis und Preis der Jury für die beste Kurzfilmkomödie, Aspen Shortsfest, für Nefta Football Club
- 2019: Grand Prix im Bereich Kurzfilm, Festival du film de Sarlat, für Nefta Football Club
- 2019: Gold-Hugo-Nominierung als Bester Kurzfilm, Chicago International Film Festival, für Nefta Football Club
- 2019: Nominierung Kurzfilmpreis, Seattle International Film Festival, für Nefta Football Club
- 2020: Oscar-Nominierung, Bester Kurzfilm, für Nefta Football Club
- 2020: César-Nominierung, Bester Kurzfilm, für Nefta Football Club